# Melanorivulus litteratus
Melanorivulus litteratus es un pez actinopeterigio de agua dulce, de la familia de los rivulines.
Su nombre litteratus deriva del latín, en alusión al patrón de color de los machos, que comprende marcas rojas en los flancos que se asemejan a las letras.

## Morfología
Se diferencia de otras especies de este género por el patrón de color único en el flanco en los machos, con marcas rojas de forma variable, altamente superpuestas, y alete caudal con franja gris oscuro posterior al punto caudal en las hembras; también se distingue por flanco con colores iridiscentes llamativos en macho, azul metálico contrastante en azul verdoso en medio de flanco con luz azul violáceo por encima de la aleta anal y dorado en la parte dorsolateral anterior del cuerpo. La longitud máxima descrita es de tan solo 2,8 cm en machos y 3 cm en hembras.

## Distribución y hábitat
Se distribuye por América del Sur en la cebecera del río Araguaia, en Brasil. Habita arroyos de agua tropical, con comporatmiento bentopelágico.